# Russische Ostern

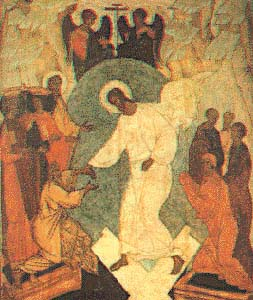
Russische Auferstehungsikone, 16. Jh.

Die konzertante Ouvertüre Russische Ostern (Светлый праздник, Swetly prasdnik) Opus 36 des russischen Komponisten Nikolai Rimski-Korsakow aus dem Zeitraum von August 1887 bis April 1888 ist dem Andenken von Modest Mussorgsky und Alexander Borodin gewidmet, zwei Mitgliedern der legendären Gruppe der Fünf. Sie trägt den Untertitel Ouvertüre über Themen der russischen Osterliturgie und bildet den Endpunkt einer Reihe von drei herausragenden Orchesterwerken nach dem Capriccio espagnol und der sinfonischen Dichtung Scheherazade. Das Werk wurde in Sankt Petersburg Ende Dezember 1888 uraufgeführt.

## Besetzung
- Romantisches Orchester (3d1,2,2,2 - 4, 2, 3, 1, str, timp, perc, hp)[1]

## Material und Programmatik
Die Melodien der Ouvertüre entstammen im Wesentlichen der russisch-orthodoxen Liturgie. Ihre Themen beruhen auf dem Obichod, einer Sammlung alter russisch-orthodoxer Lobgesänge. Rimski-Korsakow ergänzte die Partitur mit mehreren Bibelzitaten, etwa aus Psalm 68 und Kapitel 16 des Evangeliums nach Markus, um dem Hörer seine Intentionen zu verdeutlichen.

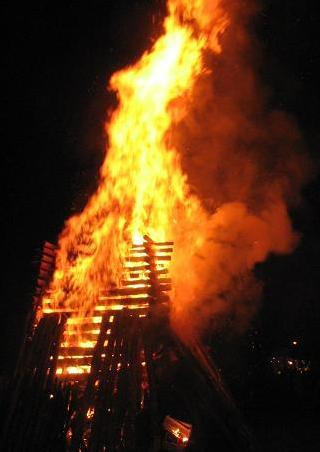
Osterfeuer: Ein Überbleibsel heidnischer Frühlingsrituale

Wie der Komponist in seiner Autobiografie erläutert, war er bestrebt, den von Legenden geprägten, heidnischen Aspekt des christlichen Hochfests, sowie den Übergang von der Festlichkeit und dem Mysterium der Osternacht zu den zügellosen heidnischen Feierlichkeiten des Ostersonntags zum Ausdruck zu bringen.

## Struktur
Die Eröffnung trägt die Tempobezeichnung Andante lugubre („finster schreitend“) und wechselt zwischen zwei Themen. Das erste Thema (Gott steht auf; so werden seine Feinde zerstreut) wird mit großem Ernst von den Holzbläsern vorgetragen. Das zweite Thema ist der Choral Ein Engel aber sprach. Es wird nach einer Kadenz für Violine solo erstmals vom Cello solo gespielt. Im Anschluss nehmen die Posaunen und Streicher das erste Thema in der Art eines Wechselgesangs wieder auf. 
Der folgende Allegro-Teil, eingeleitet von einer zweiten Geigenkadenz, enthält ein sehr lebhaftes, synkopiertes Thema, das den Choral Die ihn hassen, fliehen vor ihm zitiert und steigert sich bis zum Jubel. Daneben tritt eine ruhige Melodie in Erscheinung, die auf einem in Russland sehr bekannten Ostergesang namens Christ ist erstanden beruht.
Alle Themen und Choräle tauchen auf dem Höhepunkt erneut auf und verschmelzen unter Fanfaren und Glockengeläut zu einer triumphalen Coda. Das Glockengeläut ist eine große Besonderheit.
Ein besonderes Merkmal des Werks bilden die kurzen Geigenkadenzen zwischen mehreren Abschnitten. Sie sollen das Licht versinnbildlichen, das bei der Auferstehung Christi aus dem Heiligen Grab dringt.